# 肯尼迪海峡

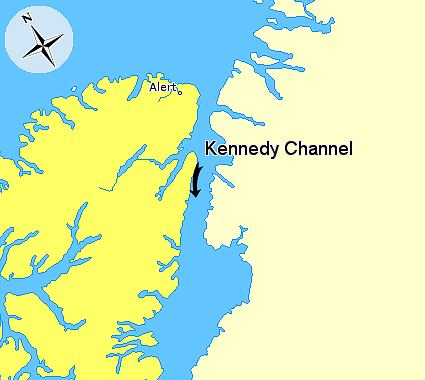
肯尼迪海峡，
埃尔斯米尔岛
格陵兰岛

肯尼迪海峡（英語：Kennedy Channel）位于加拿大埃尔斯米尔岛与格陵兰岛之间，为内尔斯海峡的一部分，宽约26～39公里，从南部的凯恩湾（Kane Basin）向北延伸约177公里至霍尔湾（Hall Basin），南连大西洋的巴芬湾，北通北冰洋的林肯海。在夏季和秋季可以通航。1871年美国人查尔斯·F·霍尔（Charles F. Hall）首先到达该区域。